# محمد مساود
 محمد مساود  (1981 الجزائر) هو لاعب كرة قدم جزائري.

## روابط خارجية
- محمد مساود على موقع قاعدة بيانات كرة القدم.إي يو (الإنجليزية)